# Z (símbolo militar)

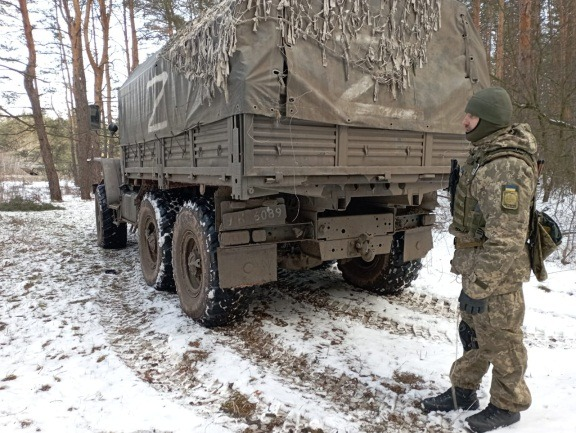
Caminhão Ural com "Z" gravado

A letra latina Z (em russo:  зет) é um dos vários símbolos (incluindo "O" e "V") pintados em veículos militares das Forças Armadas Russas envolvidas na invasão da Ucrânia pelo país em 2022. Especula-se que a adoção das letras ajudam a distinguir as forças-tarefas russas de outras forças aliadas ou inimigas.

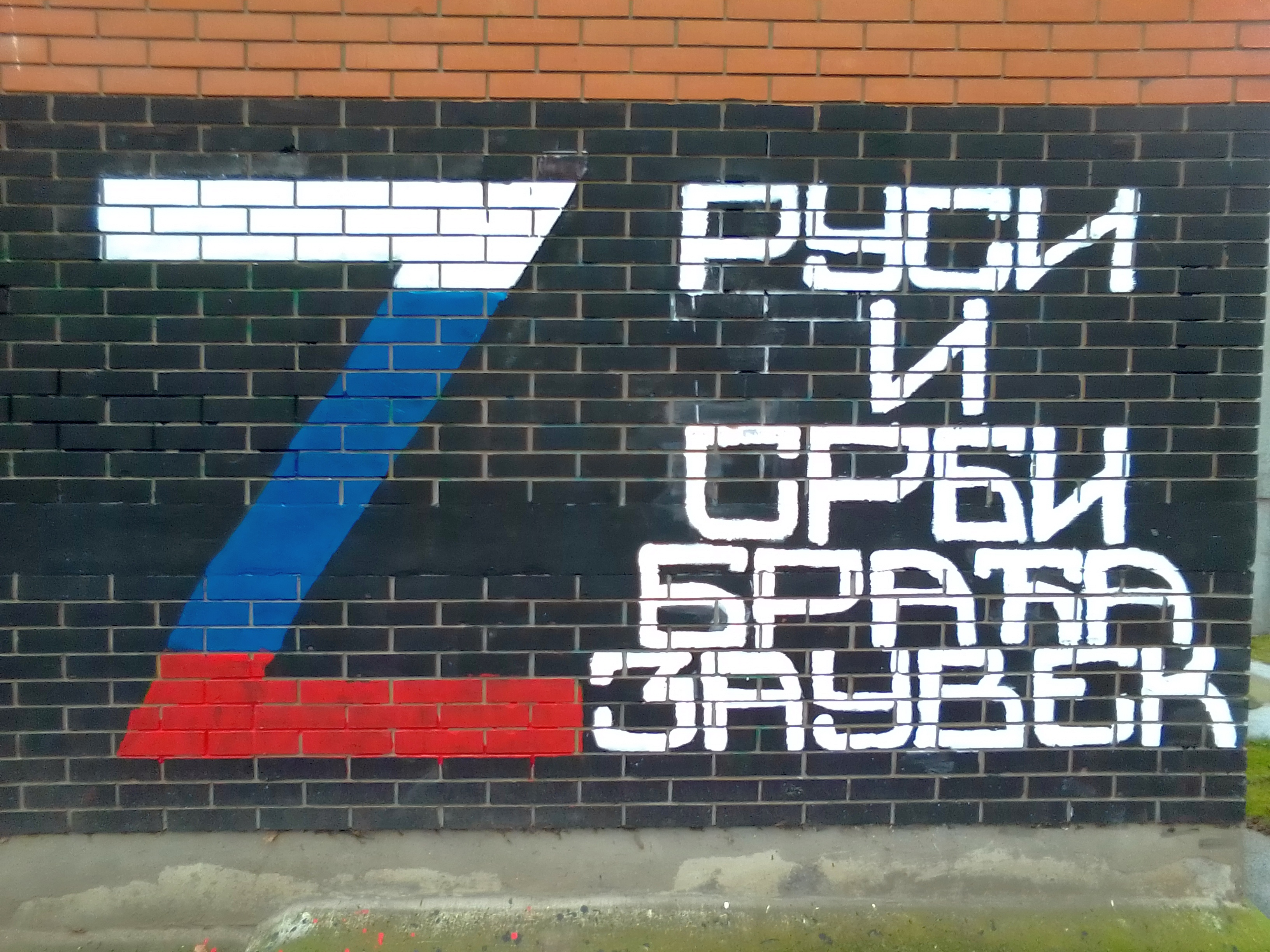
Um mural com o símbolo "Z" em apoio à guerra da Rússia contra a Ucrânia com a inscrição "Russos e irmãos sérvios para sempre", em Belgrado, na Sérvia.

Como símbolo militarista, o "Z" tem sido usado na propaganda russa, e por civis russos como sinal de apoio à invasão. Fora da Rússia, o símbolo foi proibido de exibição pública em vários Estados. Os símbolos "V" e "Z" foram chamados de zwastika na mídia (palavra que remete suástica) e foram proibidos pela Verkhovna Rada da Ucrânia como símbolos da invasão militar russa.

## Símbolos
Os seguintes símbolos e significados correspondentes foram usados pelas Forças Armadas Russas durante a invasão a Ucrânia em 2022:
| Imagem | Letra                           | Significado |
| ------ | ------------------------------- | --- |
|        | "Z" em russo: земля             | Atacando a Região Sudeste, como Kherson, Mykolaiv, Mariupol. Implantado na Crimeia/Oblast de Rostov, Rússia. O Z foi observado em veículos russos perto de Armiansk dentro da própria Crimeia, bem como perto de Nova Kakhovka, Mykolaiv, Tokmak, Melitopol e Mariupol. Além disso, equipamentos ucranianos capturados e redistribuídos por forças separatistas pró-Rússia em Donbas foram observados com marcações Z. |
|        | "Z" em quadrado em russo: земля | Atacando o Oblast de Kharkiv. Implantado de Belgorod Oblast, Rússia. Vários veículos da 200ª Brigada de Fuzileiros a Motor Separada com marcações Z em caixa foram observados na Batalha de Kharkiv (2022), e o símbolo também foi visto perto de Vovchansk. |
|        | "O" em russo: онъ               | Atacando Oblast de Chernihiv e Oblast de Sumy, a leste do rio Dnieper. Fronteira cruzada em Senkivka, norte da Ucrânia. Muitos veículos tinham um "O" pintado nos tetos e não nas laterais. O "O" foi observado em veículos russos na Batalha de Brovary, perto de Trostianets, Konotop e outros lugares no Oblast de Sumy.                                                                                            |
|        | "V" em russo: вѣди              | Atacando o noroeste de Oblast de Kiev, a oeste do rio Dnieper. Implantado no distrito de Mazyr, Bielorrússia . O V foi observado em veículos russos perto de Hostomel, Bucha, em bosques ao norte de Kiev, e perto de Dymer, entre outros lugares. |

A invasão adquiriu o apelido de "Operação Z", derivado do símbolo "Z". O símbolo está na forma da letra latina Z, em vez da letra cirílica equivalente З (Ze) usada no alfabeto russo, que foi descrita como peculiar, considerando o tema do símbolo do nacionalismo russo. Também poderia ter sido confundido com o número 3.

### Significados

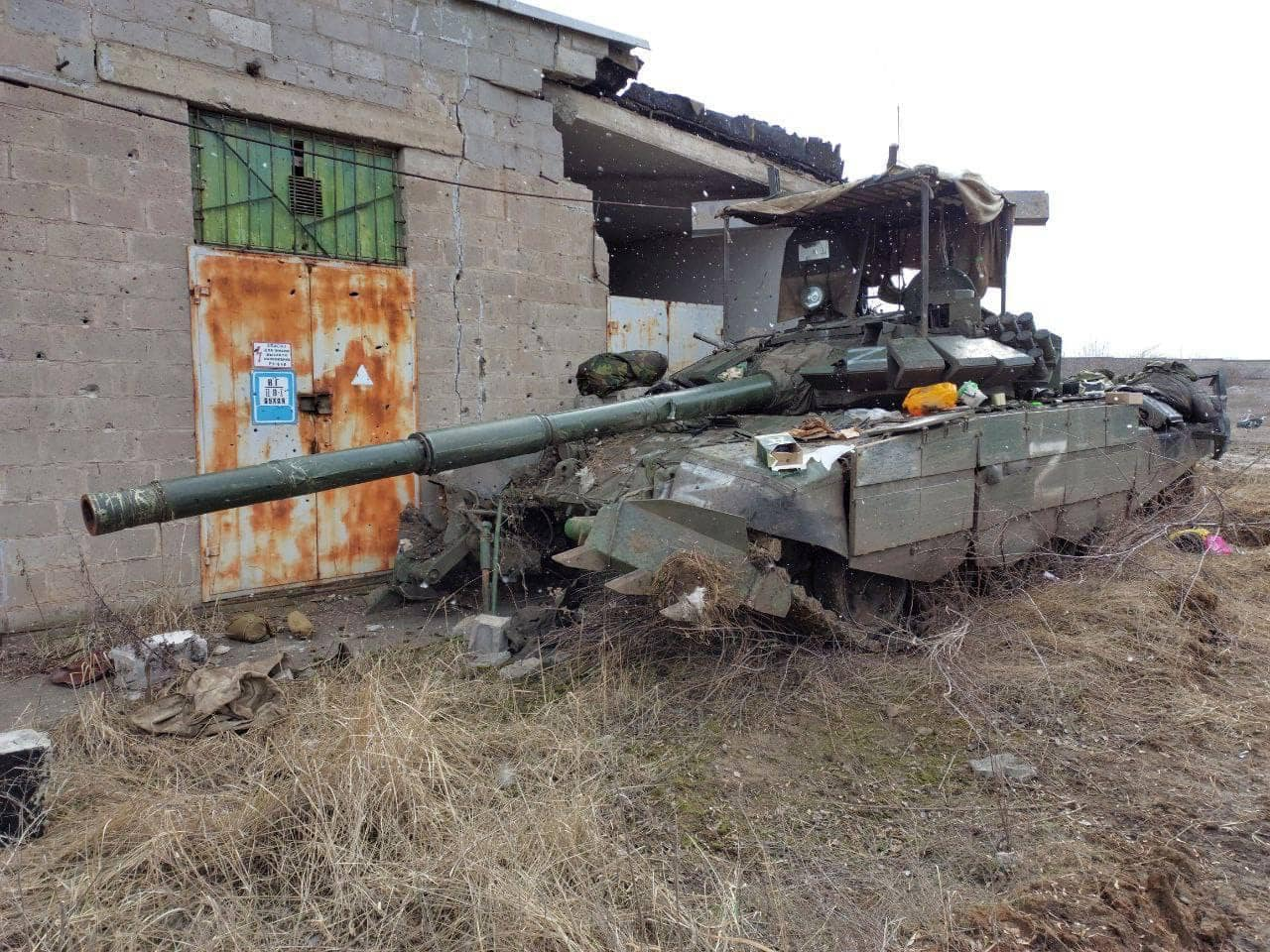
Tanque T-72B3M destruído com uma letra "Z" gravada em seu casco

O "Z" tem sido usado como um símbolo pró-guerra para representar o apoio à invasão, apesar da ambiguidade de seu significado.
No Instagram, o Ministério da Defesa da Rússia (MoD) postou em 3 de março que o símbolo "Z" é uma abreviação da frase "para a vitória" (em russo:  за победу, transl. za pobedu), enquanto o símbolo "V" significa "Nossa força está na verdade" (em russo:  сила в правде, transl. sila v pravde) e "A tarefa será concluída" (em russo:  задача будет выполнена, transl. zadacha budet vypolnena). O MoD mais tarde sugeriu significados alternativos para "Z", incluindo "Pela paz" (em russo:  за мир, transl. za mir), "Para a verdade" (em russo:  за правду, transl. za pravdu), e a letra Z dentro das palavras inglesas demilitarization (desmilitarização) and denazification (desnazificação), que o presidente russo Vladimir Putin afirmou ser o objetivo da invasão.
Outra interpretação para "Z" é a palavra russa para oeste (em russo:  запад, transl. zapad), para designar o Distrito Militar Ocidental ou infantaria com destino a oeste, ou mais geralmente para sublinhar as ambições imperiais do Kremlin, com o símbolo "V" igualmente representando a palavra para leste (em russo:  восток, transl. vostok). Este termo foi usado entre a Bielorrússia e a Rússia antes da invasão.

## Uso

### Uso militar
Alguns especialistas militares levantaram a hipótese de que os símbolos são marcas de identificação usadas para reduzir o fogo amigo, principalmente de veículos capturados e, compararam os símbolos às listras de invasão usadas nos desembarques da Normandia durante a Segunda Guerra Mundial. Outros especialistas militares levantaram a hipótese de que os símbolos são usados para ajudar a distinguir diferentes forças-tarefas umas das outras. Um deles, o ex-diretor do Royal United Services Institute, Michael Clarke, afirmou que "muitas vezes esses símbolos serão baseados em localização: eles comunicarão para onde a unidade está indo". e apontando para o uso de chevrons pelos militares americanos durante a invasão do Iraque em 2003. A última teoria foi confirmada pelo veterano russo Sergey Kuvykin, que indicou que símbolos como "um 'Z' em um quadrado, um 'Z' em um círculo, um 'Z' com uma estrela ou simplesmente 'Z' sozinho" têm foi usado para diferenciar as equipes, em entrevista à Life.
Veículos russos ao longo da fronteira Rússia-Ucrânia exibiram o símbolo "Z" durante a crise russo-ucraniana de 2021-2022 nas semanas anteriores à invasão. Durante a Batalha de Kharkiv, os moradores locais usaram os símbolos "Z" para identificar veículos russos e rastrear suas localizações no Telegram.

### Uso como um símbolo pró-guerra
O "Z" foi usado pelo governo russo como um motivo de propaganda pró-guerra,  e foi apropriado por civis pró-Putin como um símbolo de apoio à invasão da Rússia. Governador Sergey Tsivilyov de Kuzbass  (em russo:  Кузбасс) mudou o nome da região para uma palavra híbrida que substituiu a letra cirílica minúscula з pela letra latina maiúscula Z (em russo:  КуZбасс, transl. KuZbass). O diretor geral da Roscosmos, Dmitry Rogozin, começou a soletrar seu sobrenome como RogoZin (em em russo:  РогоZин), e ordenou que os funcionários do Cosmódromo de Baikonur, administrado pela Rússia, no Cazaquistão, marcassem os equipamentos com os símbolos "Z" e "V". Canais pró-Kremlin Telegram incorporaram a letra Z em seus nomes desde o início da invasão, e a autoridade russa de telecomunicações Roskomnadzor mudou o nome de seu canal Telegram para mostrar o "Z" em seu nome. As agências governamentais russas também promoveram o símbolo "Z" em mensagens e vídeos nacionalistas no VK. Soldados sírios contratados pela Rússia para participar da invasão ergueram cartazes com o símbolo "Z" enquanto aplaudiam em vídeos transmitidos pela mídia estatal russa. Em 22 de março de 2022, a Rússia lançou um foguete Soyuz com o símbolo Z.

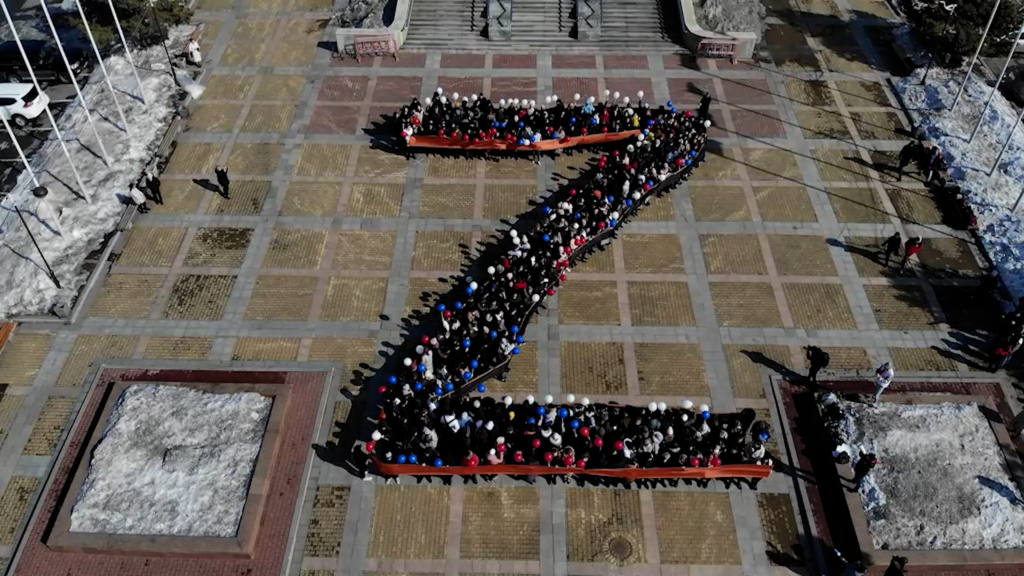
Moradores de Khabarovsk, incluindo membros da Jovem Guarda da Rússia Unida, organizados em formação "Z" em um flash mob na Arena Platinum, organizado pela administração da cidade e pelo partido Rússia Unida como parte do "Nós não abandonamos os nossos" campanha

Autoridades locais em várias partes da Rússia organizaram flash mobs em apoio à invasão com destaque para o símbolo. Nas redes sociais, vídeos de propaganda foram compartilhados mostrando flash mobs compostos por jovens ativistas pró-guerra vestindo camisas pretas decoradas com o símbolo "Z" e gritando "Pela Rússia, por Putin!", ao lado do #СвоихНеБросаем ( transl. #NósNãoAbandonamosOsNossos ) hashtag . Em um vídeo nas redes sociais, Maria Butina, membro da Duma, desenhou um "Z" em sua jaqueta para mostrar apoio à invasão e encorajou outras pessoas a fazê-lo também. A emissora estatal russa RT vendeu mercadorias com o símbolo como uma demonstração de apoio às forças russas, muitas vezes com uma textura tirada da fita de São Jorge. A Amazon vendeu produtos com o símbolo "Z" no Reino Unido, mas retirou as listagens em 8 de março depois de receber críticas públicas e consultas da mídia. O símbolo Z também foi usado em comícios pró-Rússia na Sérvia durante a invasão. Na Venezuela, grupos chavistas incluíram o símbolo Z em um mural na paróquia de Catia, em Caracas, representando e apoiando Vladimir Putin e o falecido presidente venezuelano Hugo Chávez .
Ativistas antiguerra na Rússia viram sua propriedade desfigurada com grafite contendo o símbolo "Z". O crítico de cinema russo Anton Dolin, cuja porta estava marcada com o símbolo, comparou o "Z" ao filme de ação e terror zumbi Guerra Mundial Z (2013) e descreveu o exército russo e os ativistas pró-guerra como "zombificados". Policiais deixaram marcas "Z" enquanto saqueavam o prédio da organização de direitos humanos Memorial após seu desligamento por ordem do governo. O apartamento de um membro do Pussy Riot – um coletivo de arte de protesto – também foi vandalizado com o símbolo.

## Recepção

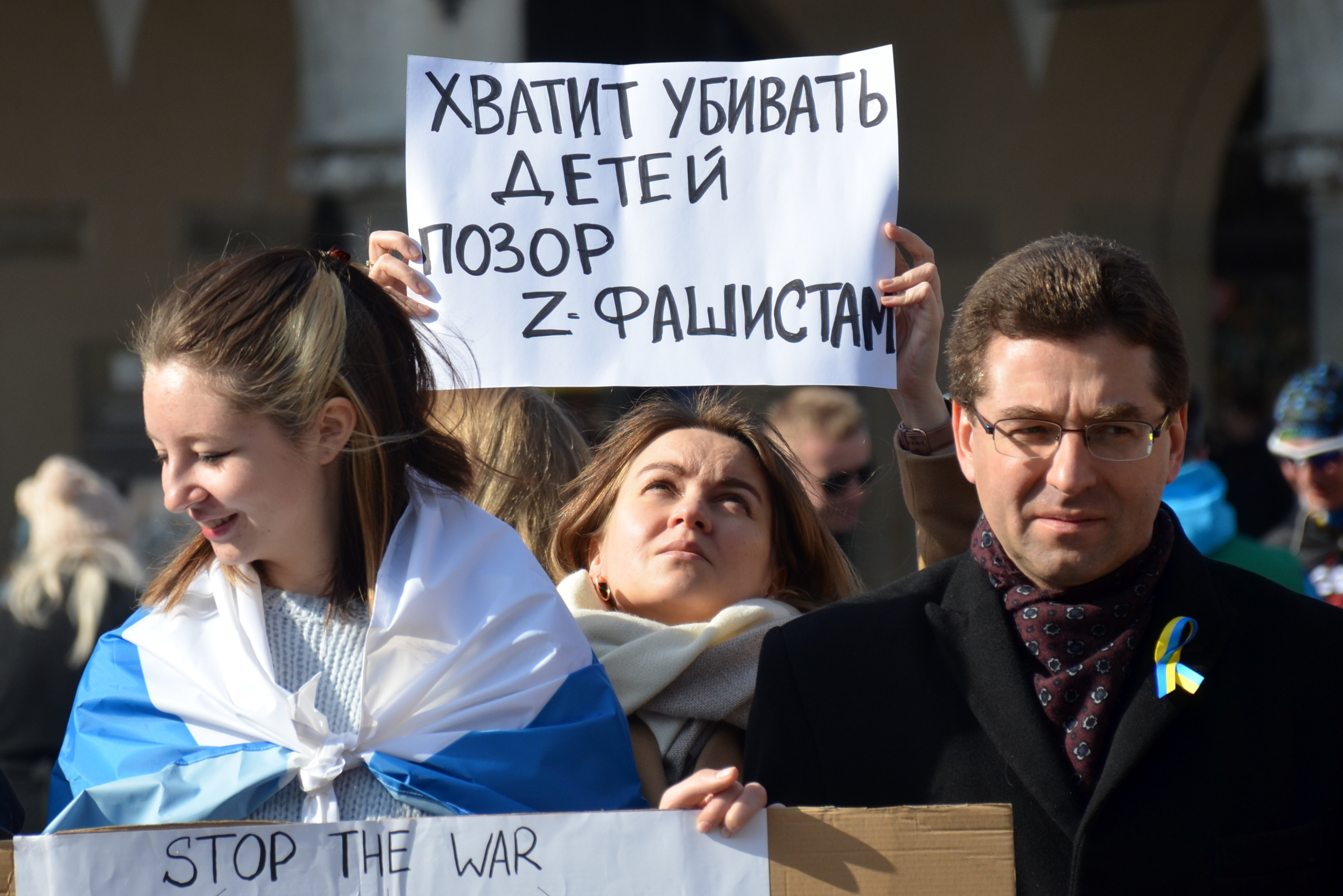
Protestos da diáspora russa contra a guerra na Ucrânia (Cracóvia, 20 de março de 2022). A placa diz: 'Pare de matar crianças, vergonha dos Z-fascistas'.

Kamil Galeev, do Woodrow Wilson International Center for Scholars, disse em 7 de março que o "símbolo inventado há poucos dias tornou-se um símbolo da nova ideologia russa e da identidade nacional". Vários críticos descreveram o "Z" como uma variante do simbolismo nazista, com alguns comparando-o com a suástica; o símbolo foi pejorativamente apelidado por alguns usuários da Internet como zwastika.  Também em 7 de março, o ministro da Defesa ucraniano, Oleksii Reznikov, condenou o uso do símbolo "Z", observando sua semelhança com o nome da câmara de gás da Estação Z do campo de concentração de Sachsenhausen.

### Respostas internacionais

#### Estados
- Chéquia: Como parte da proibição de apoiar publicamente a invasão, o Ministério do Interior classificou o símbolo "Z" como equivalente à suástica.[66][67]
- Cazaquistão: Os símbolos militares são proibidos de serem exibidos em veículos em público, com o Departamento de Polícia da WKO declarando explicitamente que os símbolos "Z", "V" e "O" não são permitidos.[68][69][70]
- Quirguistão: Os departamentos de polícia restringiram a exibição do símbolo "Z" em veículos em público.[71]
- Alemanha: O Ministério Federal do Interior e da Comunidade proclamou que, embora a letra Z em si não seja ilegal, usá-la para indicar apoio à invasão russa da Ucrânia pode ser um crime punível com até três anos de prisão. A Baixa Saxônia e a Baviera já haviam começado a processar o uso do símbolo antes da decisão federal. Berlim seguiu o exemplo logo depois.[72][73][74]
- Letônia: A Saeima reconheceu "Z" e "V" como símbolos que glorificam a agressão militar e crimes de guerra e, portanto, proibiu seu uso em eventos públicos como a suástica e a foice e o martelo.[75][76]

#### Organizações
Enquanto participava da série da Copa do Mundo de Ginástica Artística da FIG de 2022 durante a invasão, o ginasta russo Ivan Kuliak usava uma camisa com um símbolo "Z" gravado ao lado do ginasta ucraniano Illia Kovtun no pódio. Kovtun ganhou a medalha de ouro, enquanto Kuliak ganhou o bronze. A Federação Internacional de Ginástica (FIG) denunciou o "comportamento chocante" de Kuliak e afirmou que solicitaria "processos disciplinares" contra Kuliak da Gymnastics Ethics Foundation. Em 7 de março, a FIG proibiu ginastas e oficiais russos e bielorrussos de participar de suas competições.
Por motivos de sensibilidade, várias empresas removeram voluntariamente os usos da letra "Z" de logotipos e nomes de produtos, mesmo que sejam anteriores à invasão, incluindo o fabricante letão de veículos blindados Dartz, Zurich Insurance (que suspendeu o uso de seu logotipo contendo um "Z" circulado nas redes sociais), e a Samsung Electronics (que renomeou vários smartphones da marca Samsung Galaxy Z quando promovidos nos estados bálticos). Em março de 2022, a Ocado lançou uma nova subdivisão chamada Zoom, que tinha um logotipo 'Z' que teve que ser alterado, depois que usuários de mídia social disseram que se parecia com a "Zwastika". O personagem fictício Zorro tem associações com a exibição da letra Z que antecede a guerra. Em 22 de março de 2022, a Zorro Productions, Inc. emitiu um comunicado dizendo: "Zorro e seu 'Z' representaram a busca por justiça e defesa dos perseguidos ao longo de seus 100 anos de história. Zorro se solidariza com o povo da Ucrânia e todos aqueles que buscam justiça".